# 費耶特 (印地安納州)
費耶特（英語：Fayette）是位於美國印地安納州布恩縣的一個非建制地區。該地的面積和人口皆未知。

## 地理
費耶特的座標為40°55′52″N 86°23′50″W / 40.93111°N 86.39722°W，而該地的平均海拔高度為284米（即932英尺）。